# Институт за српски језик САНУ
Институт за српски језик Српске академије наука и уметности основан је 15. јула 1947. године. Тада су, наиме, основани Академијини институти, међу којима и за српски језик, са задатком да изграђују научне кадрове и реализују велике научне пројекте. Институт је 1958. године, у складу са закључцима Новосадског договора из 1954. године преименован у Институт за српскохрватски језик САНУ. Реорганизацијом научног рада у Републици Србији Институт је 1961. године постао самостална институција. Променом статуса није се прекинула тесна научна сарадња између Академије и Института у области науке о српском језику. Након три деценије Институт је поново ушао у састав Академије, 1992. године, и променио назив у складу са именовањем језика у Србији: Институт за српски језик САНУ.
Бави се изучавањем српског језика у оквиру пет научноистраживачких пројеката:
- 1. Лингвистичка истраживања савременог српског књижевног језика и израда Речника српскохрватског књижевног и народног језика САНУ један је од најважнијих и најобимнијих дугорочних пројеката српске науке и културе. Речник САНУ је монументално дело науке и културе српског народа и имаће, када буде завршен, преко 30 томова великог формата, са преко 450.000 речи из књижевног језика и народних говора. Године 2017. изашао је 20. том.
- 2. Пројекат Етимолошка истраживања српског језика и израда Етимолошког речника српског језика подразумева обраду лексичког фонда српског књижевног и народног језика и ономастике по принципима модерне етимолошке лексикографије.
- 3. На пројекту Обрада старих српских споменика и израда Речника црквенословенског језика српске редакције и Српског јеванђељског речника обрађује се и представља старо српско писано наслеђе и сакупља и обрађује лексика из српских средњовековних јеванђеља у старословенском контексту.
- 4. Пројекат Дијалектолошка истраживања српског језичког простора обухвата израду Српског дијалектолошког атласа, наставак сарадње на међународним лингвистичким атласима, израду појединачних дијалекатских речника, као и израду целовитог Српског дијалектолошког речника и Српског ономастичког речника.
- 5. На најновијем пројекту Опис и стандардизација савременог српског језика проучава се савремени српски језик у укупности његових структура и функција на свим језичким нивоима, као и у њиховој узајамној повезаности. Оваква истраживања допринела би томе да, слично другим модерним европским језицима, савремени српски језик буде што исцрпније описан и што боље стандардизован сагласно принципима савремене теорије и праксе језичке стандардизације.

Институт издаје часописе:
- Српски дијалектолошки зборник (1905), у којем излазе резултати испитивања српских народних говора
- Јужнословенски филолог (1913), у којем се објављују научни радови из филологије и лингвистике српског језика и других словенских језика
- Наш језик (1932), који доноси радове из области савременог српског језика, његове књижевне норме и језичке културе
- Лингвистичке актуелности (2000), часопис у електронској форми доноси приказе најновијих књига из области лингвистике, осврте, хронике са научних скупова и симпозијума, аутореферате о магистарским и докторским тезама.
- Посебне едиције су Библиотека јужнословенског филолога и новопокренута едиција Монографије.